# Napier & Son

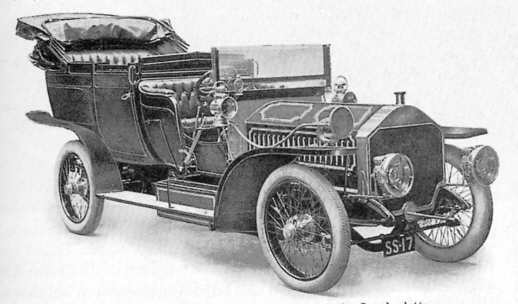
Napier 60 hp de 1907

La David Napier & Son Limited fue una marca de automóviles activa entre 1900 y 1924, siendo una de las pioneras en la industria automovilística británica. También fue la primera marca británica que conquistó fama internacional, tanto en la vertiente comercial como en la competición. Gran parte del éxito ha de atribuirse a Selwyn Francis Edge, quien a su pericia como piloto aunó un gran talento publicitario, por lo que se ocupó del sector de ventas y promoción de la marca entre 1900 y 1912. Es significativo el hecho de que el denominado color "verde Napier" adoptado por la compañía a partir de 1902, se convirtiese a continuación en el color oficial de los automóviles británicos de carreras, conocido como "british racing green".

## Historia

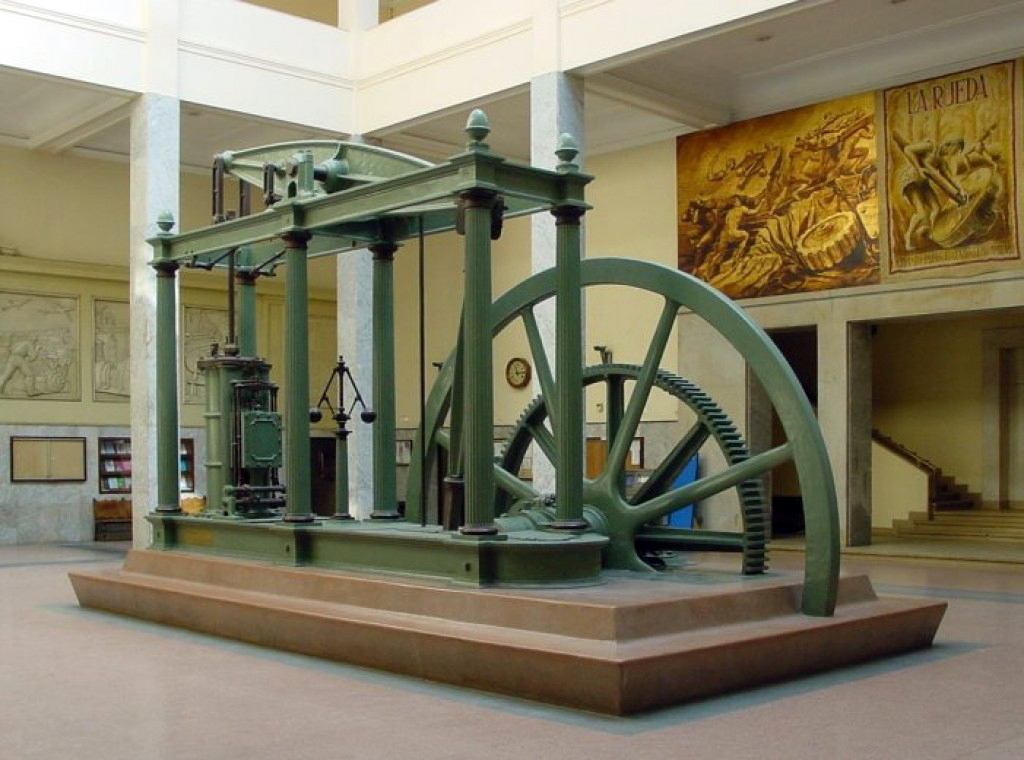
Máquina de vapor construida por D. Napier & Son en 1859

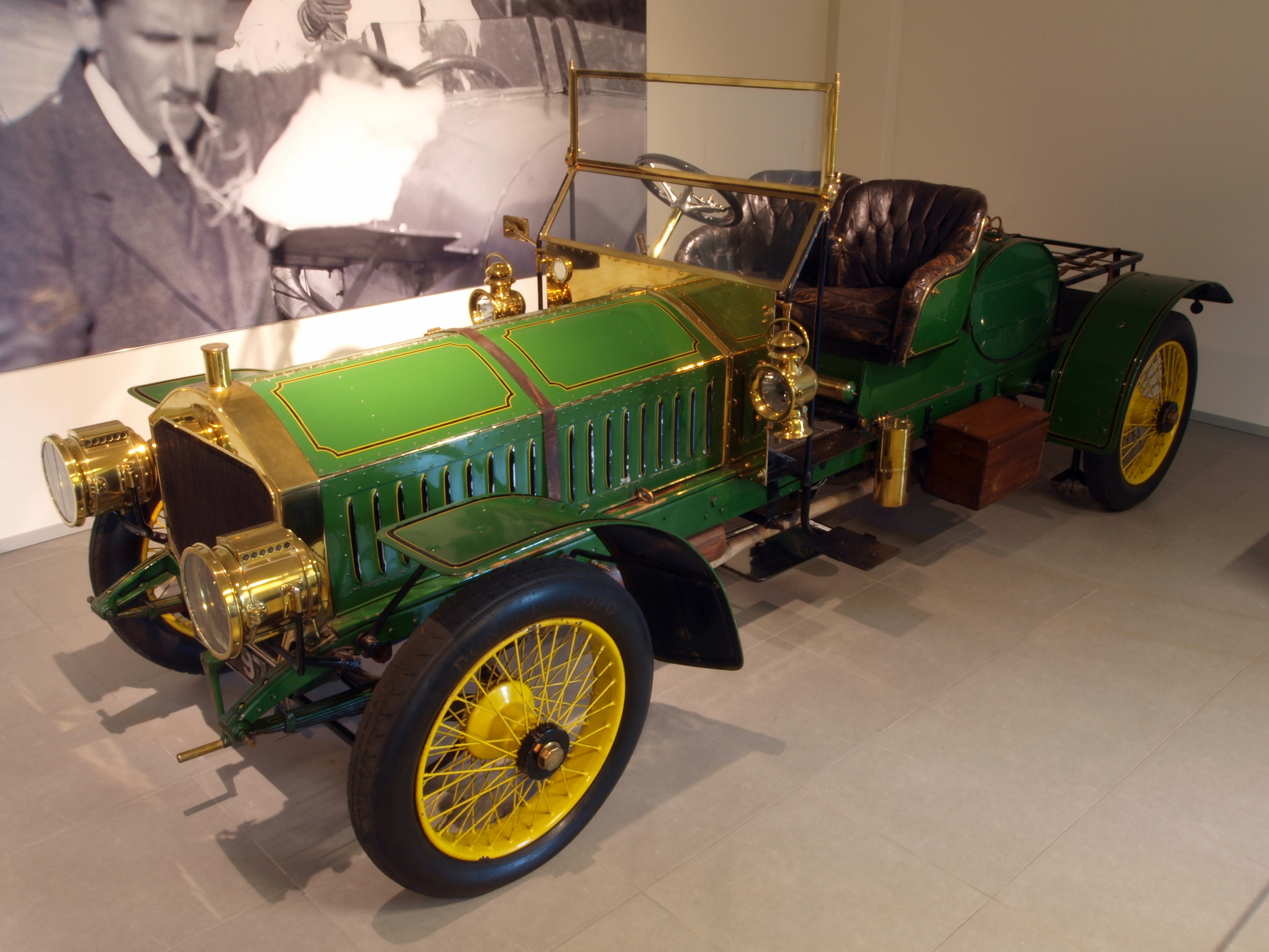
1907 Napier T21 de 60hp

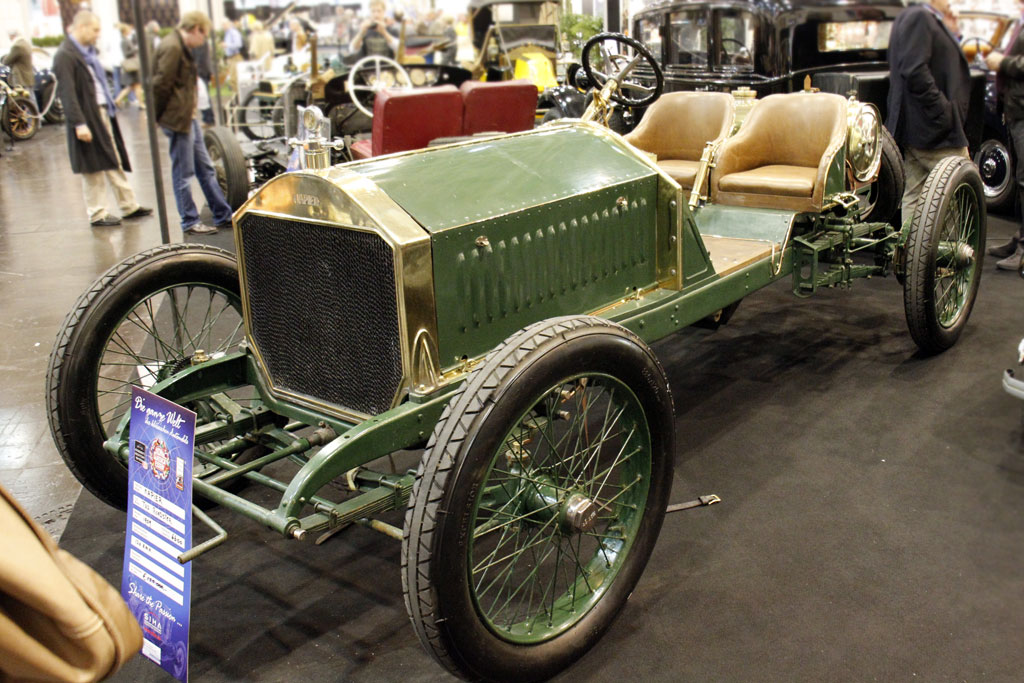
Roadster Napier T23 de 1909

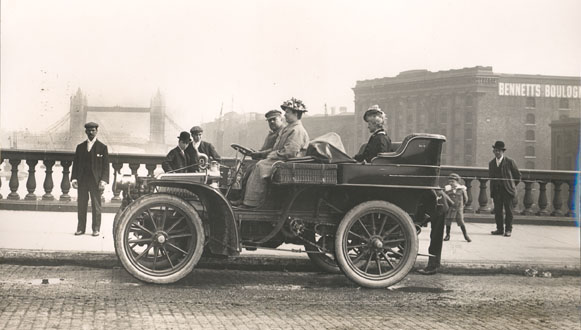
Charles Jasper Glidden en su gira mundial de 1902

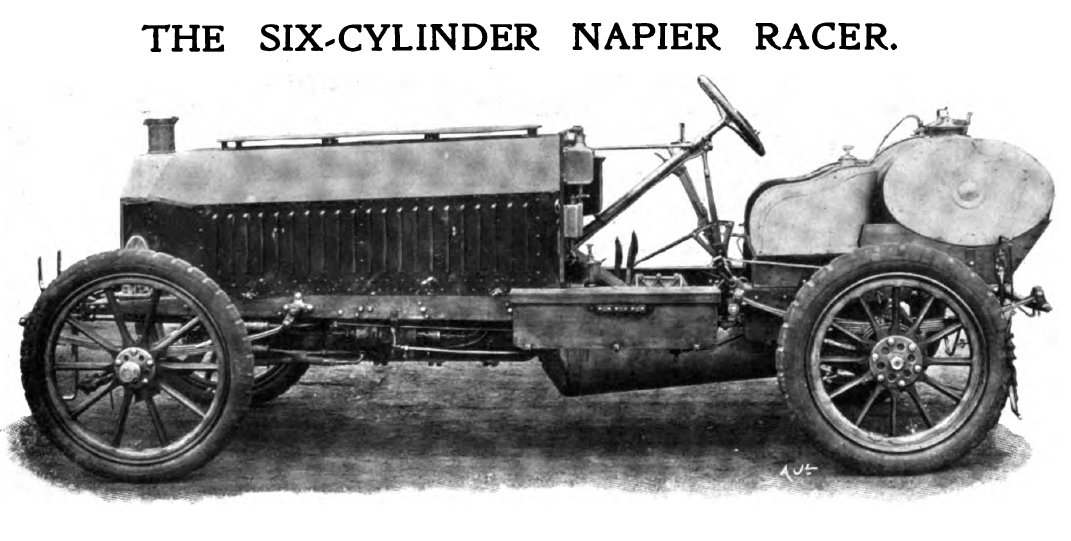
Coche de carreras Napier con motor de 6 cilindros de 1904

La Napier era una compañía dedicada a la fabricación de piezas de artillería, balanzas, máquinas de acuñación de moneda y para la impresión, fundada en 1808 por David Napier, ingeniero escocés que había trabajado de herrero para los Duques de Argyll. Hacia mediados de siglo trasladó su fábrica a Lambeth (cerca de Londres), y su hijo James continuó en el mismo tipo de producción hasta final de siglo. Montague Stanley Napier, nieto del fundador era un gran aficionado al mundo del automóvil y a través de esta afición conoció a Selwyn Edge, quien en 1899 adquirió un Panhard de 1896 y convenció a Napier para que le ayudara a prepararlo. Napier diseñó un motor vertical bicilíndrico con válvulas de admisión automáticas, un motor de 8 CV que más tarde fue la base para los primeros modelos de Napier creados en 1900.
En 1900 se comenzó la producción de automóviles y viendo la promoción que podría conseguirse con las carreras, Edge se inscribió en el primer Trial Race organizado por el Automobile Club of Great Britain, una carrera de 1600 km entre Newbury y Edimburgo. El Napier obtuvo la victoria en su clase, lo que le proporcionó una buena publicidad y en junio de 1900 ya tenían encargos para 8 nuevos coches (con motores de 16 CV) y con uno de ellos Edge participó en la París-Tolouse, aunque hubo de retirarse.
En 1901 Napier y Edge, con el fin de participar en la Copa Gordon Bennett, diseñaron un gigantesco 4 cilindros de 17.157 cc y 107 CV  de potencia a 800 rpm. Sin embargo, su enorme peso (más de 2.000 kg) determinaba un desgaste excesivo de los neumáticos, por lo que no se le permitió participar. Al año siguiente Edge y Napier adoptaron la estrategia opuesta, crearon un pequeño modelo de 4 cilindros, de 44,5 CV que sorprendió a los rivales franceses y venció en la edición de la Gordon Bennett de ese año. Fue la primera victoria de una marca británica en una carrera internacional, y toma mayor dimensión teniendo en cuenta que no se repitió una victoria de cualquier marca de las islas hasta 1923.
Los éxitos deportivos llevaron también hacia el éxito comercial. En 1903 la producción de Napier había alcanzado los 250 ejemplares anuales, y la marca se trasladó a un establecimiento más amplio en Acton, en el noroeste de Londres. En 1904 el catálogo de Napier tenía ya 6 modelos (5 de calle y un modelo de carreras, el L48). Aunque los Napier no repitieron las victorias de 1902, el L48 destacó en los intentos de récord de velocidad. Así, en 1905, el L48 de Arthur McDonald batió el récord mundial de la milla con 168,48 km/h. Otro gran éxito fue la victoria de William Watson en el Tourist Trophy de la Isla de Man en 1908, también sobre un L48.
El período entre 1909 y 1911 fue el mejor en el plano comercial para la marca. En este período se construyeron 1800 ejemplares de 12 modelos diferentes, desde un 2 cilindros de 10 CV que se vendió muy bien como modelo para taxi, hasta un potente 6 cilindros de 90 CV, pasando por 6 modelos de 4 cilindros entre los que destacaban el modelo de 15 CV o el popular 16/22 HP. A finales de 1912 las relaciones entre Napier y Edge empeoraron, y este último abandonó la compañía aunque comprometiéndose a no emprender actividades automovilísticas en los siguientes 7 años.
Durante la Primera Guerra Mundial la orientación de la producción de Napier derivó hacia los motores de aviación, entre ellos destacó el Napier Lion de 12 cilindros, un motor que tras la guerra fue utilizado en varios modelos que intentaron batir récords mundiales de velocidad, el Napier Campbell Blue Bird II de 1927, el Napier Campbell Blue Bird III de 1928, conducidos por Malcolm Campbell y el Golden Arrow de 1928 de Henry Segrave. También llevaba dos motores Napier Lion el Railton Mobil Special de John Cobb, que batió el récord mundial en 1947 con una velocidad de 634,39 km/h. Debido al éxito obtenido en el sector de motores de aviación la marca se orientó hacia ellos, aunque los automóviles no fueron totalmente abandonados. En 1919, A.J. Rowledge diseñó para Napier el modelo T75, un elegante 6 cilindros de 6,2 litros, un coche muy avanzado que sin embargo resultaba demasiado caro, lo que hizo que bajaran las ventas.

## Aeronáutica y motores navales
Con la marcha de Rowledge a Rolls Royce en 1921, el interés por el sector del automóvil declinó y el último modelo se fabricó en 1924. Napier se volcó en la producción de grandes motores de avión, las líneas Napier Rapier de 16 cilindros y la Napier Dagger de 24. Durante la Segunda Guerra Mundial se diseñaron los motores de la línea Napier Sabre, motores en H de 24 cilindros y válvulas de camisa y se construyeron los Napier Culverin, la versión inglesa de los motores alemanes Junkers Jumo 204. Tras la guerra también se diseñaron modelos de turbina como los Napier-Naiad y sus derivados los Napier-Nomad, los Napier-Eland, y los Napier-Gazelle (para helicóptero). También motores de barco y de ferrocarril, como los Napier-Deltic.
En 1942 Napier fue comprada por la English Electric y en 1961, la Rolls-Royce compró la sección de motores aéreos de Napier y continuó con la producción de los Napier Gazelle.
|  |  |  |  |